# Skyline Express
Skyline Express Airline – ukraińska czarterowa linia lotnicza z siedzibą w Kijowie. Została założona w 2015 na bazie linii UTair-Ukraine.
Po zamknięciu przestrzeni powietrznej nad Ukrainą i ostatniej zmianie nazwy linii, cała aktywna flota została zbazowana na lotnisku w Katowicach.

## Historia
Azur Air Ukraine (2015-2022)
W październiku 2015 turecki touroperator Anex Tour ogłosił przejęcie linii UTair-Ukraine od UTair Aviation celem zmienienia jej modelu biznesowego na linię czarterową. Ogłoszona została też zmiana nazwy przewoźnika na Azur Air Ukraine. Po przekształceniu w linię czarterową, linia musiała zredukować flotę o samoloty regionalne, które były używane przez UTair Ukraine na trasach krajowych. Kilka tygodni później, Anex Tour przejął również rosyjską linię Azur Air, dla której Azur Air Ukraine stał się spółką-siostrą.
Skyline Express (2022-obecnie)
Po ponad roku nieaktywności wywołanej agresją Rosji na Ukrainę i zamknięciem Ukraińskiej przestrzeni powietrznej, linia wznowiła działalność 27 marca 2023. Nazwa została zmieniona na Skyline Express Airline, aby linia mogła kontynuować operacje lotnicze bez bycia kojarzoną z Rosją. Pierwszy lot po przerwie odbył się 26 maja 2023.
19 grudnia 2023 należący do linii Boeing 777-300 zarejestrowany jako UR-AZR został ewakuowany z Kijowa do francuskiego Tarbes. Pozostałe 7 samolotów znajduje się na lotnisku Kijów-Boryspol.

## Flota
Według stanu na maj 2025 flota Skyline Express składała się z 14 samolotów pasażerskich o średnim wieku 24,5 lat:
| Samolot          | Samolot | Samolot   | Liczba miejsc | Liczba miejsc | Liczba miejsc | Uwagi                              |
| Model            | Aktywne | Zamówione | B             | E             | Łącznie       | Uwagi                              |
| ---------------- | ------- | --------- | ------------- | ------------- | ------------- | ---------------------------------- |
| Boeing 737-800   | 3       | -         | -             | 189           | 189           |                                    |
| Boeing 737-900ER | 2       | -         | -             | 215           | 215           |                                    |
| Boeing 757-300   | 3       | -         | -             | 275           | 275           | Uziemione na płycie Kijów-Boryspol |
| Boeing 757-300   | 2       | -         | -             | 280           | 280           |                                    |
| Boeing 767-300   | 3       | -         | 12            | 312           | 324           | Uziemione na płycie Kijów-Boryspol |
| Boeing 767-300   | 3       | -         | -             | 334           | 334           | Uziemione na płycie Kijów-Boryspol |
| Boeing 777-300ER | 1       | -         | 7             | 524           | 531           |                                    |
| Łącznie          | 14      | 0         |               |               |               |                                    |